# Arthrostylidium excelsum
Arthrostylidium excelsum är en gräsart som beskrevs av August Heinrich Rudolf Grisebach. Arthrostylidium excelsum ingår i släktet Arthrostylidium och familjen gräs. Inga underarter finns listade i Catalogue of Life.